# 신용한
신용한(1977년~)은 대한민국의 학원인이자 공무원 종합 교육콘텐츠 기업 위메이크스코어의 대표이사이다. 제 50회 행정고등고시를 합격하고 통일부에서 행정사무관으로 4년간 근무하였다. 
현재는 공무원 시험 과목인 행정학 및 지방자치론 대표강사로 활동하고 있다.
EBS 공무원 행정학 전임교수로 행정학 강사로서의 커리어를 시작하여 2010년 노량진의 이그잼고시학원 보관됨 2019-05-08 - 웨이백 머신에서 행정학 강의를 시작하였으며, 2011년 박문각 남부고시학원으로 이적하였다. 2017년부터는 공단기에서도 인터넷 강의를 수강할 수 있다.

2012년 '난!공무원 시험에 떨어지지 않아'라는 뜻을 담은 '난공불락'이라는 팟캐스트 프로그램을 시작하였고 2017년에는 아프리카TV와 유튜브 플랫폼을 이용하여 '난공불락TV'라는 방송을 진행하고 있다.